# Callionymus marleyi
Callionymus marleyi är en fiskart som beskrevs av Regan, 1919. Callionymus marleyi ingår i släktet Callionymus och familjen sjökocksfiskar. Inga underarter finns listade.